# Welsh voetbalelftal in 2004
Het Welsh voetbalelftal speelde in totaal negen interlands in het jaar 2004, waaronder vier wedstrijden in de kwalificatiereeks voor de WK-eindronde 2006 in Duitsland, en alle onder leiding van bondscoach Mark Hughes. Hij stapte op na de 3-2 nederlaag tegen Polen op 13 oktober. Op de FIFA-wereldranglijst zakte Wales in 2004 van de 65ste (januari 2004) naar de 68ste plaats (december 2004).

## Balans
| Wedstrijden | Wedstrijden | Wedstrijden | Wedstrijden | Doelpunten | Doelpunten | Doelpunten | Punten |
| Gespeeld    | Winst       | Gelijk      | Verlies     | Voor       | Tegen      | Saldo      | Punten |
| ----------- | ----------- | ----------- | ----------- | ---------- | ---------- | ---------- | ------ |
| 9           | 4           | 3           | 2           | 14         | 9          | +5         | 1.222  |

## Interlands
|                                                                  |                                                                              |       |           |                                                                                     |
| 18 februari Vriendschappelijk № 519 «onderlinge duels» 19:45 uur | Wales                                                                        | 4 – 0 | Schotland | Millennium Stadium, Cardiff Toeschouwers: 47.124 Scheidsrechter: Michael Ross (NIR) |
| 18 februari Vriendschappelijk № 519 «onderlinge duels» 19:45 uur | Robert Earnshaw 1' Robert Earnshaw 35' Robert Earnshaw 58' Gareth Taylor 78' |       |           | Millennium Stadium, Cardiff Toeschouwers: 47.124 Scheidsrechter: Michael Ross (NIR) |

|                                                               |                              |       |                                      |                                                                                           |
| 31 maart Vriendschappelijk № 520 «onderlinge duels» 19:15 uur | Hongarije                    | 1 – 2 | Wales                                | Ferenc Puskás Stadion, Boedapest Toeschouwers: 15.000 Scheidsrechter: Florian Meyer (GER) |
| 31 maart Vriendschappelijk № 520 «onderlinge duels» 19:15 uur | Krisztián Kenesei 18' (pen.) |       | 20' Jason Koumas 76' Robert Earnshaw | Ferenc Puskás Stadion, Boedapest Toeschouwers: 15.000 Scheidsrechter: Florian Meyer (GER) |

|                                                             |           |       |       |                                                                                  |
| 27 mei Vriendschappelijk № 521 «onderlinge duels» 18:00 uur | Noorwegen | 0 – 0 | Wales | Ullevaal Stadion, Oslo Toeschouwers: 14.137 Scheidsrechter: Martin Hansson (SWE) |
| 27 mei Vriendschappelijk № 521 «onderlinge duels» 18:00 uur |           |       |       | Ullevaal Stadion, Oslo Toeschouwers: 14.137 Scheidsrechter: Martin Hansson (SWE) |

|                                                             |                |       |        |                                                                                   |
| 30 mei Vriendschappelijk № 522 «onderlinge duels» 15:30 uur | Wales          | 1 – 0 | Canada | Racecourse Ground, Wrexham Toeschouwers: 10.805 Scheidsrechter: Paul McKeon (IRL) |
| 30 mei Vriendschappelijk № 522 «onderlinge duels» 15:30 uur | Paul Parry 21' |       |        | Racecourse Ground, Wrexham Toeschouwers: 10.805 Scheidsrechter: Paul McKeon (IRL) |

|                                                                  |         |                                    |       |                                                                                |
| 18 augustus Vriendschappelijk № 523 «onderlinge duels» 17:30 uur | Letland | 0 – 2                              | Wales | Skonto Stadion, Riga Toeschouwers: 6.500 Scheidsrechter: Valentin Ivanov (RUS) |
| 18 augustus Vriendschappelijk № 523 «onderlinge duels» 17:30 uur |         | 82' John Hartson 89' Craig Bellamy |       | Skonto Stadion, Riga Toeschouwers: 6.500 Scheidsrechter: Valentin Ivanov (RUS) |

|                                                                |                     |       |                |                                                                                          |
| 4 september WK-kwalificatie № 524 «onderlinge duels» 17:00 uur | Azerbeidzjan        | 1 – 1 | Wales          | Tofikh Bakhramov Stadion, Bakoe Toeschouwers: 15.000 Scheidsrechter: Edo Trivković (CRO) |
| 4 september WK-kwalificatie № 524 «onderlinge duels» 17:00 uur | Rashad Sadikhov 56' |       | 48' Gary Speed | Tofikh Bakhramov Stadion, Bakoe Toeschouwers: 15.000 Scheidsrechter: Edo Trivković (CRO) |

|                                                                |                                      |       |                                  |                                                                                         |
| 8 september WK-kwalificatie № 525 «onderlinge duels» 20:00 uur | Wales                                | 2 – 2 | Noord-Ierland                    | Millennium Stadium, Cardiff Toeschouwers: 63.500 Scheidsrechter: Domenico Messina (ITA) |
| 8 september WK-kwalificatie № 525 «onderlinge duels» 20:00 uur | John Hartson 32' Robert Earnshaw 75' |       | 11' Jeff Whitley 21' David Healy | Millennium Stadium, Cardiff Toeschouwers: 63.500 Scheidsrechter: Domenico Messina (ITA) |

|                                                              |                                    |       |       |                                                                                 |
| 9 oktober WK-kwalificatie № 526 «onderlinge duels» 15:00 uur | Engeland                           | 2 – 0 | Wales | Old Trafford, Manchester Toeschouwers: 65.224 Scheidsrechter: Terje Hauge (NOR) |
| 9 oktober WK-kwalificatie № 526 «onderlinge duels» 15:00 uur | Frank Lampard 4' David Beckham 76' |       |       | Old Trafford, Manchester Toeschouwers: 65.224 Scheidsrechter: Terje Hauge (NOR) |

|                                                               |                                      |       |                                                               |                                                                                   |
| 13 oktober WK-kwalificatie № 527 «onderlinge duels» 21:00 uur | Wales                                | 2 – 3 | Polen                                                         | Millennium Stadium, Cardiff Toeschouwers: 74.000 Scheidsrechter: Alain Sars (FRA) |
| 13 oktober WK-kwalificatie № 527 «onderlinge duels» 21:00 uur | Robert Earnshaw 55' John Hartson 90' |       | 72' Tomasz Frankowski 81' Maciej Żurawski 85' Jacek Krzynówek | Millennium Stadium, Cardiff Toeschouwers: 74.000 Scheidsrechter: Alain Sars (FRA) |

## FIFA-wereldranglijst
| JAN | FEB | MAR | APR | MEI | JUN | JUL | AUG | SEP | OKT | NOV | DEC |
| --- | --- | --- | --- | --- | --- | --- | --- | --- | --- | --- | --- |
| 65  | 67  | 65  | 66  | 66  | 60  | 61  | 64  | 57  | 57  | 63  | 68  |

## Statistieken
| Paul Jones       | 1967-04-19 | Watford FC           | 6 | 0 | 0 | 43 | 0 |
| Danny Coyne      | 1973-08-27 | Burnley FC           | 2 | 1 | 0 |    |   |
| Mark Crossley    | 1969-06-16 | Fulham FC            | 1 | 1 | 0 |    |   |
| Martyn Margetson | 1971-09-08 | Cardiff City         | 0 | 1 | 0 | 1  | 0 |
| Darren Ward      | 1974-05-11 | Norwich City         | 0 | 1 | 0 | 5  | 0 |
| Verdediging      |            |                      |   |   |   |    |   |
| Danny Gabbidon   | 1979-08-08 | Cardiff City         | 8 | 0 | 0 |    |   |
| Mark Delaney     | 1976-05-13 | Aston Villa FC       | 7 | 0 | 0 |    |   |
| Ben Thatcher     | 1975-11-30 | Manchester City      | 7 | 0 | 0 | 7  | 0 |
| James Collins    | 1983-08-23 | Cardiff City         | 4 | 1 | 0 | 5  | 0 |
| Andy Melville    | 1968-11-29 | Nottingham Forest    | 4 | 0 | 0 |    |   |
| Robert Page      | 1974-09-03 | Coventry City        | 4 | 0 | 0 |    |   |
| Rob Edwards      | 1982-12-25 | Wolverhampton W.     | 1 | 3 | 0 |    |   |
| Gareth Roberts   | 1978-02-06 | Tranmere Rovers      | 0 | 3 | 0 |    |   |
| Kit Symons       | 1971-03-08 | Crystal Palace       | 0 | 1 | 0 |    |   |
| Middenveld       |            |                      |   |   |   |    |   |
| Jason Koumas     | 1979-09-20 | West Bromwich Albion | 6 | 0 | 1 |    |   |
| Gary Speed       | 1969-09-08 | Bolton Wanderers     | 6 | 0 | 1 |    |   |
| Robbie Savage    | 1974-10-18 | Blackburn Rovers     | 6 | 0 | 0 |    |   |
| John Oster       | 1978-12-08 | Burnley FC           | 4 | 1 | 0 |    |   |
| Carl Robinson    | 1976-10-13 | Sunderland AFC       | 3 | 3 | 0 |    |   |
| Simon Davies     | 1979-10-23 | Tottenham Hotspur    | 3 | 0 | 0 |    |   |
| Ryan Giggs       | 1973-11-29 | Manchester United    | 3 | 0 | 0 |    |   |
| Mark Pembridge   | 1970-11-29 | Fulham FC            | 3 | 0 | 0 | 54 | 6 |
| Paul Parry       | 1980-08-19 | Cardiff City         | 2 | 3 | 1 | 5  | 1 |
| Carl Fletcher    | 1980-04-07 | West Ham United      | 2 | 2 | 0 | 4  | 0 |
| David Vaughan    | 1983-02-18 | Crewe Alexandra      | 1 | 0 | 0 |    |   |
| Chris Llewellyn  | 1979-08-29 | Wrexham FC           | 0 | 2 | 0 |    |   |
| Darren Barnard   | 1971-11-30 | Aldershot Town       | 0 | 1 | 0 |    |   |
| Andy Johnson     | 1974-05-02 | West Bromwich Albion | 0 | 1 | 0 | 15 | 0 |
| Aanval           |            |                      |   |   |   |    |   |
| Craig Bellamy    | 1979-07-13 | Celtic               | 7 | 0 | 1 | 30 | 7 |
| Robert Earnshaw  | 1981-04-06 | West Bromwich Albion | 4 | 4 | 6 |    |   |
| John Hartson     | 1975-04-05 | Celtic               | 4 | 1 | 3 |    |   |
| Gareth Taylor    | 1973-02-25 | Nottingham Forest    | 1 | 2 | 1 | 15 | 1 |
| Neil Roberts     | 1978-04-07 | Doncaster Rovers     | 0 | 1 | 0 |    |   |

FAW · A-internationals · Bondscoaches · Statistieken · Welsh vrouwenelftal · Brits olympisch elftal · Wales U21 · Wales U20 · Wales U19 · Wales U18 · Wales U17 · Wales U16
1876 – 1899 ·
1900 – 1919 ·
1920 – 1929 ·
1930 – 1939 ·
1940 – 1949 ·
1950 – 1959 ·
1960 – 1969 ·
1970 – 1979 ·
1980 – 1989 ·
1990 – 1999 ·
2000 – 2009 ·
2010 – 2019 ·
2020 − 2029
EK 2016 · 
EK 2020
WK 1958
1876 · 
1877 · 
1878 · 
1879 · 
1880 · 
1881 · 
1882 · 
1883 · 
1884 · 
1885 · 
1886 · 
1887 · 
1888 · 
1889 · 
1890 · 
1891 · 
1892 · 
1893 · 
1894 · 
1895 · 
1896 · 
1897 · 
1898 · 
1899 · 
1900 · 
1901 · 
1902 · 
1903 · 
1904 · 
1905 · 
1906 · 
1907 · 
1908 · 
1909 · 
1910 · 
1911 · 
1912 · 
1913 · 
1914 · 
1915 · 1916 · 1917 · 1918 · 1919 · 
1920 · 
1921 · 
1922 · 
1923 · 
1924 · 
1925 · 
1926 · 
1927 · 
1928 · 
1929 · 
1930 · 
1931 · 
1932 · 
1933 · 
1934 · 
1935 · 
1936 · 
1937 · 
1938 · 
1939 · 
1940 · 1941 · 1942 · 1943 · 1944 · 1945 · 
1946 · 
1947 · 
1948 · 
1949 · 
1950 · 
1952 · 
1952 · 
1953 · 
1954 · 
1955 · 
1956 · 
1957 · 
1958 · 
1959 · 
1960 · 
1961 · 
1962 · 
1963 · 
1964 · 
1965 · 
1966 · 
1967 · 
1968 · 
1969 · 
1970 · 
1971 · 
1972 · 
1973 · 
1974 · 
1975 · 
1976 · 
1977 · 
1978 · 
1979 · 
1980 · 
1981 · 
1982 · 
1983 · 
1984 · 
1985 · 
1986 · 
1987 · 
1988 · 
1989 · 
1990 · 
1991 · 
1992 · 
1993 · 
1994 · 
1995 · 
1996 · 
1997 · 
1998 · 
1999 · 
2000 · 
2001 · 
2002 · 
2003 · 
2004 · 
2005 · 
2006 · 
2007 · 
2008 · 
2009 · 
2010 · 
2011 · 
2012 · 
2013 · 
2014 · 
2015 · 
2016 · 
2017 ·
2018 ·
2019 ·
2020 ·
2021 ·
2022 ·
2023
Albanië ·
Andorra ·
Argentinië ·
Armenië ·
Australië ·
Azerbeidzjan ·
België ·
Bosnië en Herzegovina ·
Brazilië ·
Bulgarije ·
Canada ·
Chili ·
China ·
Costa Rica ·
Cyprus ·
DDR ·
Denemarken ·
Duitsland ·
Engeland ·
Estland ·
Faeröer ·
Finland ·
Frankrijk ·
Georgië ·
Gibraltar ·
Griekenland ·
Hongarije ·
Ierland ·
IJsland ·
Iran ·
Israël ·
Italië ·
Jamaica ·
Japan ·
Joegoslavië ·
Kazachstan ·
Koeweit ·
Kroatië ·
Letland ·
Liechtenstein ·
Luxemburg ·
Malta ·
Mexico ·
Moldavië ·
Montenegro ·
Nederland ·
Nieuw-Zeeland ·
Noord-Ierland ·
Noord-Macedonië ·
Noorwegen ·
Oekraïne ·
Oostenrijk ·
Panama ·
Paraguay ·
Polen ·
Portugal · 
Qatar ·
Roemenië ·
Rusland ·
San Marino ·
Saoedi-Arabië ·
Schotland ·
Servië ·
Servië en Montenegro ·
Slovenië ·
Slowakije ·
Sovjet-Unie ·
Spanje ·
Trinidad & Tobago ·
Tsjechië ·
Tsjecho-Slowakije ·
Tunesië ·
Turkije ·
Uruguay ·
Verenigde Staten ·
Wit-Rusland ·
Zuid-Korea ·
Zweden ·
Zwitserland
Engeland (2016) · 
Denemarken (2021) · 
Italië (2021) · 
Rusland (2016) ·
Slowakije (2016) · 
Turkije (2021) · 
Zwitserland (2021)